# Circonscription de la Magnésie
La circonscription de la Magnésie (grec moderne : Εκλογική περιφέρεια Μαγνησίας) est une circonscription législative de la Grèce. Elle correspond au territoire du nome de Magnésie. Elle compte 175 784 électeurs inscrits en janvier 2015.

Situation de la circonscription de la Magnésie

## Élections législatives de mai 2012

### Résultats
La circonscription de la Magnésie élit cinq députés en mai 2012. Les élections ont lieu au scrutin proportionnel plurinominal avec prime majoritaire et un seuil de représentation de 3 % des suffrages exprimés au niveau national.
121 295 électeurs se sont exprimés sur 177 706 inscrits, soit un taux de participation de 68,26 %. Parmi les vingt-cinq listes candidates, cinq listes obtiennent chacune un siège dans la circonscription.
| Rang | Liste                              | Nombre de voix | Pourcentage des voix | Nombre de sièges |
| ---- | ---------------------------------- | -------------- | -------------------- | ---------------- |
| 1    | Nouvelle Démocratie                | +23 790,       | 20,12 %              | 1                |
| 2    | SYRIZA                             | +21 276,       | 18,00 %              | 0                |
| 3    | Grecs indépendants                 | +12 707,       | 10,75 %              | 1                |
| 4    | Mouvement socialiste panhellénique | +11 727,       | 9,92 %               | 0                |
| 5    | Parti communiste de Grèce          | +11 311,       | 9,57 %               | 1                |
| 6    | Aube dorée                         | +08 289,       | 7,01 %               | 1                |
| 7    | Gauche démocrate                   | +07 079,       | 5,99 %               | 1                |

### Députés

#### Nouvelle Démocratie
La liste de la Nouvelle Démocratie est en tête et obtient un siège.
| Rang | Nom              | Nombre de voix |
| ---- | ---------------- | -------------- |
| 1    | Antónis Samarás  | +23 790,       |
| 2    | Athanasios Nakos | +08 849,       |

Le président du parti Antónis Samarás choisit de siéger pour la circonscription de la Messénie ; Athanasios Nakos devient député pour la circonscription de la Magnésie.

#### Grecs indépendants
La liste des Grecs indépendants est troisième et obtient un siège.
| Rang | Nom                  | Nombre de voix |
| ---- | -------------------- | -------------- |
| 1    | Marina Chryssoveloni | +04 410,       |

#### Parti communiste de Grèce
La liste du Parti communiste de Grèce est cinquième et obtient un siège.
| Rang | Nom             | Nombre de voix |
| ---- | --------------- | -------------- |
| 1    | Apostolos Nanos | +04 076,       |

#### Aube dorée
La liste d'Aube dorée est sixième et obtient un siège.
| Rang | Nom                   | Nombre de voix |
| ---- | --------------------- | -------------- |
| 1    | Panayiótis Iliópoulos | +03 120,       |

#### DIMAR
La liste de la DIMAR est septième et obtient un siège.
| Rang | Nom               | Nombre de voix |
| ---- | ----------------- | -------------- |
| 1    | Parisis Moutsinas | +01 439,       |

## Élections législatives de juin 2012

### Résultats
La circonscription de la Magnésie élit cinq députés en juin 2012. Les sièges sont répartis à l'issue d'un scrutin proportionnel plurinominal avec prime majoritaire entre les listes ayant obtenu au moins 3 % des suffrages exprimés au niveau national.
116 641 électeurs se sont exprimés sur 178 118 inscrits, soit un taux de participation de 65,49 %. Parmi les dix-sept listes candidates, cinq listes obtiennent chacune un siège dans la circonscription.
| Rang | Liste                              | Nombre de voix | Pourcentage des voix | Nombre de sièges |
| ---- | ---------------------------------- | -------------- | -------------------- | ---------------- |
| 1    | SYRIZA                             | +35 414,       | 30,69 %              | 1                |
| 2    | Nouvelle Démocratie                | +32 057,       | 27,78 %              | 1                |
| 3    | Mouvement socialiste panhellénique | +11 060,       | 9,58 %               | 0                |
| 4    | Grecs indépendants                 | +09 397,       | 8,14 %               | 1                |
| 5    | Aube dorée                         | +08 576,       | 7,43 %               | 1                |
| 6    | Gauche démocrate                   | +06 881,       | 5,96 %               | 1                |
| 7    | Parti communiste de Grèce          | +05 539,       | 4,80 %               | 0                |

### Députés

#### SYRIZA
La liste de la SYRIZA est en tête et obtient un siège.
| Rang | Nom                    |
| ---- | ---------------------- |
| 1    | Aléxandros Meïkópoulos |

#### Nouvelle Démocratie
La liste de la Nouvelle Démocratie est deuxième et obtient un siège.
| Rang | Nom              |
| ---- | ---------------- |
| 1    | Athanasios Nakos |

#### Grecs indépendants
La liste des Grecs indépendants est quatrième et obtient un siège.
| Rang | Nom                  |
| ---- | -------------------- |
| 1    | Marina Chryssoveloni |

#### Aube dorée
La liste d'Aube dorée est cinquième et obtient un siège.
| Rang | Nom                  |
| ---- | -------------------- |
| 1    | Dimítrios Koukoútsis |

#### DIMAR
La liste de la DIMAR est sixième et obtient un siège.
| Rang | Nom               |
| ---- | ----------------- |
| 1    | Parisis Moutsinas |

## Élections législatives de janvier 2015

### Résultats
La circonscription de la Magnésie élit six députés en janvier 2015. Les sièges sont répartis à l'issue d'un scrutin proportionnel plurinominal avec prime majoritaire entre les listes ayant obtenu au moins 3 % des suffrages exprimés au niveau national.
118 294 électeurs se sont exprimés sur 175 784 inscrits, soit un taux de participation de 67,30 %. Parmi les dix-sept listes candidates, deux listes obtiennent au moins un siège dans la circonscription.
| Rang | Liste                              | Nombre de voix | Pourcentage des voix | Nombre de sièges |
| ---- | ---------------------------------- | -------------- | -------------------- | ---------------- |
| 1    | SYRIZA                             | +46 481,       | 40,28 %              | 5                |
| 2    | Nouvelle Démocratie                | +28 812,       | 24,97 %              | 1                |
| 3    | Aube dorée                         | +07 959,       | 6,90 %               | 0                |
| 4    | Parti communiste de Grèce          | +06 497,       | 5,63 %               | 0                |
| 5    | Grecs indépendants                 | +06 084,       | 5,27 %               | 0                |
| 6    | La Rivière                         | +05 116,       | 4,43 %               | 0                |
| 7    | Mouvement socialiste panhellénique | +04 335,       | 3,76 %               | 0                |

### Députés
La répartition des sièges au sein de chaque liste élue dépend du nombre de voix obtenues individuellement par chaque candidat, suivant le système du vote préférentiel. Dans la circonscription de la Magnésie, les listes peuvent comporter jusqu'à huit candidats. Les électeurs peuvent exprimer un vote préférentiel pour un maximum de deux candidats sur la liste pour laquelle ils votent.

#### SYRIZA
La liste de la SYRIZA est en tête et obtient cinq sièges.
| Rang | Nom                     | Nombre de voix |
| ---- | ----------------------- | -------------- |
| 1    | Alexandros Méïkopoulos  | +21 364,       |
| 2    | Danae Tzika-Kostopoulou | +09 143,       |
| 3    | Konstantinos Delimitros | +07 650,       |
| 4    | Ekaterini Papanatsiou   | +06 507,       |
| 5    | Symeon Ballis           | +06 311,       |

#### Nouvelle Démocratie
La liste de la Nouvelle Démocratie est deuxième et obtient un siège.
| Rang | Nom               | Nombre de voix |
| ---- | ----------------- | -------------- |
| 1    | Christos Boukoros | +10 361,       |